# Bredenbeck (Reith)

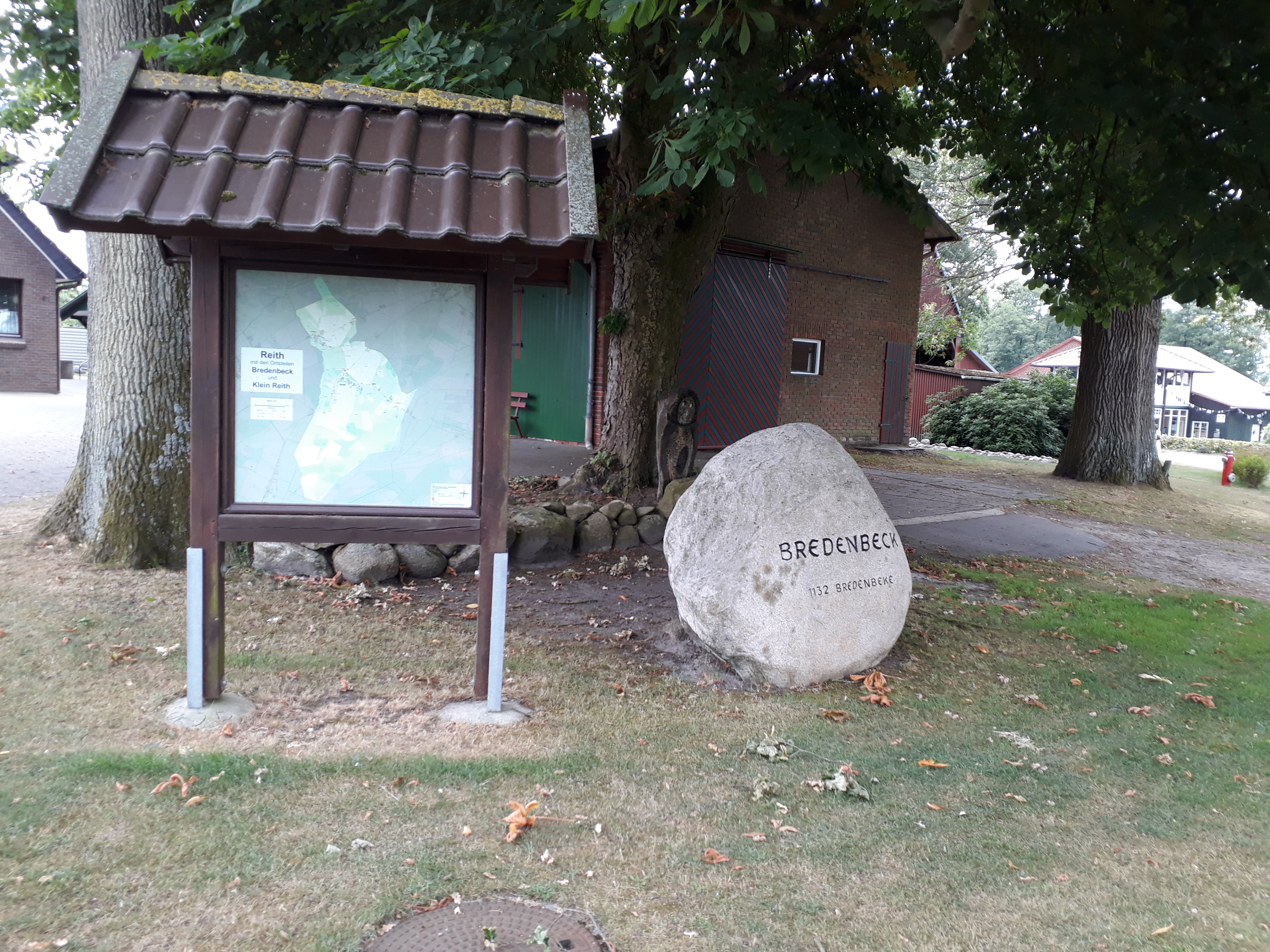
Gedenkstein und Infotafel in Bredenbeck

Bredenbeck ist ein Wohnplatz von Reith, Gemeinde Brest im niedersächsischen Landkreis Stade. Der Weiler liegt am Abzweig der Kreisstraßen 47 und 48 an der Kreisgrenze zum Landkreis Rotenburg (Wümme) und wurde 1132 als Bredenbeke erstmals urkundlich erwähnt. Vor Ort befindet sich die Museumsscheune Reith. 
Koordinaten: 53° 26′ 23,6″ N, 9° 20′ 45,2″ O